# Nóż introligatorski
Nóż introligatorski – osadzony w rękojeści nóż z wysokogatunkowej stali. Służy do cięcia (krojenia) papieru, kartonów, tektury, skóry, złotej folii itp.
- Nóż do papieru i kartonu – ostrze noża jest sfazowane z prawej strony, a lewa pozostaje płaska, by dolegała do linii stalowej, wzdłuż której następuje cięcie[a].
- Nóż do tektury (otnik) – wykonany z wąskiej taśmy stalowej, zakończonej spiczastym ostrzem sfazownym z czterech stron, przez co ostrze tworzy w przekroju wydłużony romb. Rękojeść jest pogrubiona w części środkowej, ułatwiając mocny chwyt.
- Nóż do skóry – szerokie ostrze z elastycznej stali, osadzone w płaskim trzonku. Rozróżnia się:

1. Wzór wiedeński - o ukośnie zakończonym ostrzu
2. Wzór paryski - o ostrzu prostopadłym do ścian bocznych

Faza w obu wzorach noża jest jednostronna – z prawej (wiedeński) lub górnej (paryski) strony.
- Nóż do płatków złota – długi, szeroki nóż dwustronny, o nieco stępionym ostrzu i zaokrąglonym końcu.